# رافاييل رويز
رافاييل رويز (بالإسبانية: Rafael Ruiz)‏ هو لاعب هوكي الحقل إسباني، ولد في 10 ديسمبر 1916، وتوفي في 9 أغسطس 2006.

## وصلات خارجية
- رافاييل رويز على موقع أوليمبيديا (الإنجليزية)